# Taner Sağır
Taner Sağır (* 13. März 1985 in Kardschali, Bulgarien) ist ein türkischer Gewichtheber.

## Karriere
Sağır begann seine internationale Karriere mit einem Körpergewicht von 53,1 kg im Alter von 15 Jahren auf der Jugendeuropameisterschaft in Lignano Sabbiadoro, wo er 82,5 kg im Reißen und 85 kg im Stoßen bewältigte und somit den 15. Platz belegte.
In den nächsten Jahren startete Sağır immer wieder auf Jugend- und Junioren Wettkämpfen und erreichte dort immer wieder Spitzenplatzierungen. Bis zum Jahr 2003 erhöhte er sein Körpergewicht, so dass er nun im Mittelgewicht bis 77 kg startete. Auch seine Zweikampfleistung steigerte er und erzielte bei der Junioren-EM in Valencia 365,0 kg im Zweikampf, bestehend aus 165,5 kg im Reißen und 200,0 kg im Stoßen.
2004 in Kiew wurde er dann erstmals bei einer Europameisterschaft der Senioren eingesetzt und gewann mit 367,5 kg Gold in allen drei Disziplinen. Zu den Olympischen Spielen im selben Jahr konnte er sich nochmal auf 375,0 kg steigern und gewann olympisches Gold vor dem Kasachen Sergei Filimonow und seinem türkischen Landsmann Reyhan Arabacıoğlu. Der ursprüngliche Drittplatzierte, der Russe Oleg Perepetschenow, wurde nachträglich wegen Dopings disqualifiziert.
Auch im Jahr darauf konnte Sağır die EM für sich entscheiden und gewann in Sofia seinen zweiten Europameistertitel. Zwar trat er nicht bei der Senioren-WM in Doha an, doch wurde er bei der Junioren-WM in Busan erneut Erster.
2006 startete er dann erstmals bei einer Senioren-Weltmeisterschaft in Santo Domingo und gewann mit 361,0 kg den Titel vor Li Hongli mit 359,0 kg und Ara Chatschatrjan mit 357,0 kg.
Bei der Europameisterschaft 2007 in Straßburg musste sich Sağır den beiden Armeniern Geworg Dawtjan und Chatschatrjan geschlagen geben und landete auf dem dritten Platz.
Auch 2008 sollte sich für ihn kein Erfolg einstellen. Nachdem er bei der EM in Lignano Sabbiadoro weder im Reißen, noch im Stoßen einen gültigen Versuch einbringen konnte, wiederholte sich dieses Schicksal bei den Olympischen Spielen 2008 in Peking, wo er als Mitfavorit nach drei ungültigen Versuchen im Reißen den Wettkampf beenden musste.

## Sonstiges
Sağır ist wie Halil Mutlu und Naim Süleymanoğlu als Mitglied der türkischen Minderheit in Bulgarien geboren und beantragte in jungen Jahren die türkische Staatsbürgerschaft. Er ist mit der Taekwondo-Sportlerin Sibel Güler (* 1984) verheiratet und der Bruder des Gewichthebers Nezir Sağır (* 1983), die beide selbst an Olympischen Spielen teilnahmen.

## Bestleistungen
- Reißen: 172,5 kg in der Klasse bis 77 kg 2004 in Athen.
- Stoßen: 202,5 kg in der Klasse bis 77 kg 2004 in Athen.
- Zweikampf: 375,0 kg (172,5/202,5 kg) in der Klasse bis 77 kg 2004 in Athen.